# Стрільба на літніх Олімпійських іграх 1972
Змагання зі стрільби на літніх Олімпійських іграх 1972 тривали в Мюнхені з 27 серпня до 2 вересня. Розіграно 8 комплектів нагород у змішаних дисциплінах, в яких право на участь мали спортсмени обох статей.

## Медалісти
| Дисципліна                                      | Золото                  | Срібло                    | Бронза                  |
| ----------------------------------------------- | ----------------------- | ------------------------- | ----------------------- |
| Пістолет                                        | Рагнар Сканокер (SWE)   | Дан Юга (ROU)             | Рудольф Доллінґер (AUT) |
| Швидкісний пістолет                             | Юзеф Запендзький (POL)  | Ладіслав Фалта (TCH)      | Віктор Торшин (URS)     |
| Рухома мішень                                   | Яків Железняк (URS)     | Гельмут Беллінґродт (COL) | Джон Кайнох (GBR)       |
| Гвинтівка лежачи                                | Лі Хо Чун (PRK)         | Вік Ауер (USA)            | Ніколае Ротару (ROU)    |
| Гвинтівка з трьох положень                      | Джон Райтер (USA)       | Ленні Бешем (USA)         | Вернер Ліппольдт (GDR)  |
| Довільна гвинтівка з трьох положень, 300 метрів | Лоунс Віґґер (USA)      | Борис Мельник (URS)       | Лайош Папп (HUN)        |
| Скит                                            | Конрад Вірнгір (FRG)    | Євген Петров (URS)        | Міхаель Бухгайм (GDR)   |
| Трап                                            | Анджело Скальцоне (ITA) | Мішель Каррега (FRA)      | Сільвано Базаньї (ITA)  |

## Країни-учасниці
Змагалися 397 стрільців (393 чоловіки і 4 жінки) з 71-єї країни:
| - Албанія (4) - Аргентина (5) - Австралія (4) - Австрія (7) - Барбадос (2) - Бельгія (6) - Болівія (6) - Британський Гондурас (1) - Бразилія (4) - Болгарія (5) - Канада (10) - Цейлон (1) - Чилі (2) - Республіка Китай (1) - Колумбія (10) - Коста-Рика (1) - Куба (8) - Чехословаччина (8) |  | - Данія (7) - Домініканська Республіка (2) - НДР (9) - Сальвадор (4) - Фінляндія (10) - Франція (13) - Велика Британія (14) - Греція (5) - Гватемала (1) - Гонконг (1) - Угорщина (9) - Індія (4) - Ірландія (4) - Ізраїль (2) - Італія (11) - Японія (6) - Кенія (9) - Ліван (4) |  | - Ліхтенштейн (2) - Люксембург (1) - Малайзія (1) - Мальта (1) - Мексика (10) - Монако (4) - Монголія (4) - Нідерланди (3) - Нідерландські Антильські острови (1) - Нова Зеландія (4) - Норвегія (7) - КНДР (3) - Парагвай (1) - Перу (2) - Філіппіни (8) - Польща (13) - Португалія (5) - Пуерто-Рико (8) |  | - Румунія (10) - Сан-Марино (6) - Південна Корея (5) - СРСР (14) - Іспанія (9) - Свазіленд (1) - Швеція (10) - Швейцарія (8) - Сирія (2) - Тайланд (10) - Туреччина (4) - США (14) - Віргінські Острови (6) - Венесуела (2) - В'єтнам (2) - Західна Німеччина (14) - Югославія (2) |

## Медальний залік
| Місце                | Країна                | Золото | Срібло | Бронза | Загалом |
| -------------------- | --------------------- | ------ | ------ | ------ | ------- |
| 1                    | США (USA)             | 2      | 2      | 0      | 4       |
| 2                    | СРСР (URS)            | 1      | 2      | 1      | 4       |
| 3                    | Італія (ITA)          | 1      | 0      | 1      | 2       |
| 4                    | Польща (POL)          | 1      | 0      | 0      | 1       |
| 4                    | Північна Корея (PRK)  | 1      | 0      | 0      | 1       |
| 4                    | ФРН (FRG)             | 1      | 0      | 0      | 1       |
| 4                    | Швеція (SWE)          | 1      | 0      | 0      | 1       |
| 8                    | Румунія (ROU)         | 0      | 1      | 1      | 2       |
| 9                    | Колумбія (COL)        | 0      | 1      | 0      | 1       |
| 9                    | Франція (FRA)         | 0      | 1      | 0      | 1       |
| 9                    | Чехословаччина (TCH)  | 0      | 1      | 0      | 1       |
| 12                   | НДР (GDR)             | 0      | 0      | 2      | 2       |
| 13                   | Австрія (AUT)         | 0      | 0      | 1      | 1       |
| 13                   | Велика Британія (GBR) | 0      | 0      | 1      | 1       |
| 13                   | Угорщина (HUN)        | 0      | 0      | 1      | 1       |
| Загалом (15 збірних) | Загалом (15 збірних)  | 8      | 8      | 8      | 24      |